# Districtul Szeged
Szeged (în maghiară Szegedi járás) este un district în județul Csongrád, Ungaria.
Districtul are o suprafață de 741,1 km2 și o populație de 197.679 locuitori (2013).